# Neliopisthus clypeator
Neliopisthus clypeator är en stekelart som beskrevs av Dmitriy R. Kasparyan 1994. Neliopisthus clypeator ingår i släktet Neliopisthus och familjen brokparasitsteklar. Inga underarter finns listade i Catalogue of Life.